# Kammlach
Kammlach est une commune de Bavière (Allemagne), située dans l'arrondissement d'Unterallgäu, dans le district de Souabe.
C'est la ville natale du géographe Johann Homann (1664-1724).

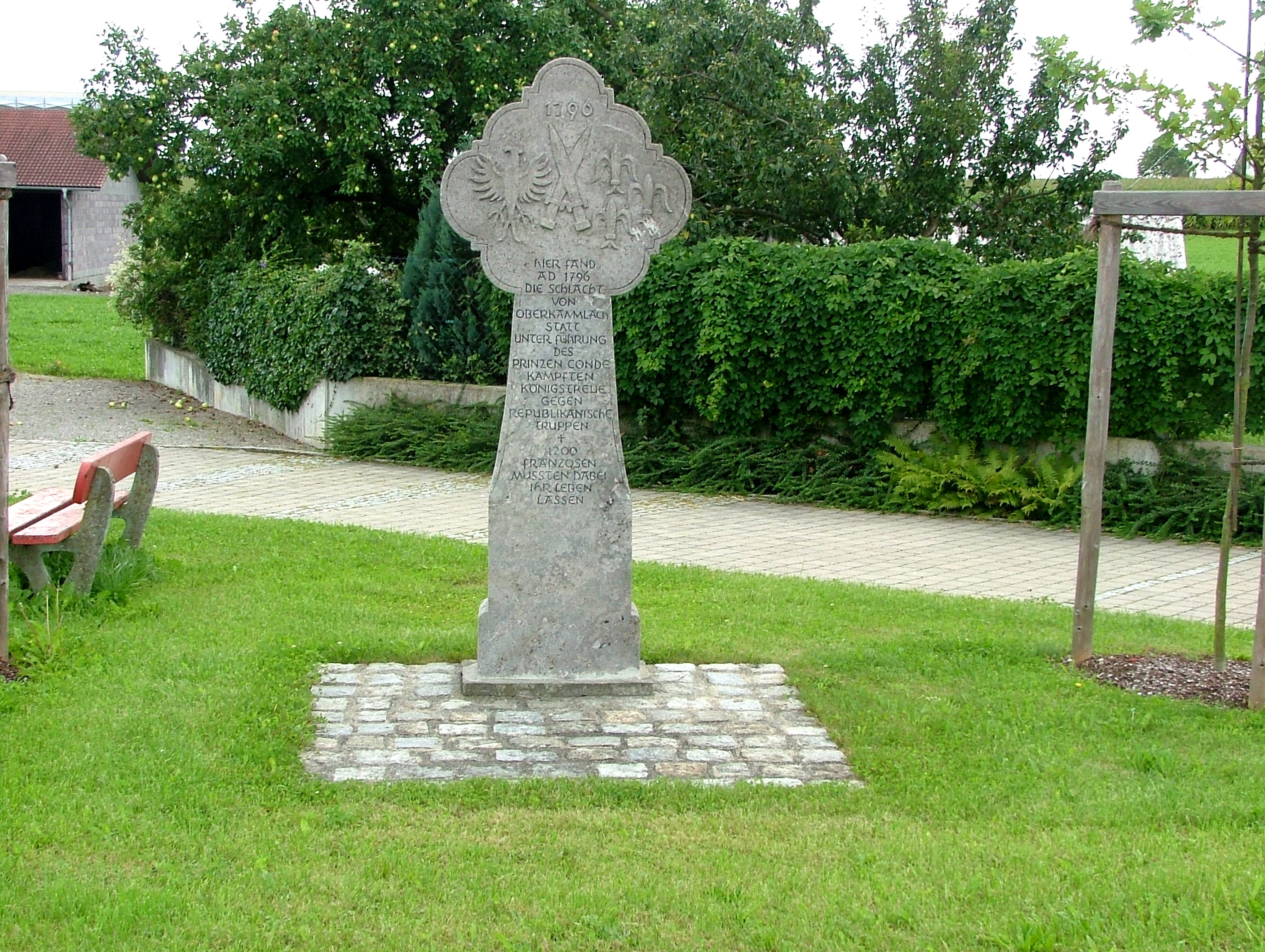
Monument commémoratif de la bataille d'Oberkammlach (1796)

## Bataille d'Ober-Kammlach (1796)
Le 13 août 1796, sur les terres de l'actuelle commune, eut lieu la bataille d'Ober-Kammlach  qui opposa les troupes de l'Armée de Condé aux troupes républicaines de l'Armée du Rhin commandées par le général Moreau et où périrent environ 1 200 combattants des deux côtés,.